# Ses Covetes
Ses Covetes és un llogaret de Campos (Mallorca), situat entre es Trenc i l'arenal de sa Ràpita. El 2009 tenia 78 habitants. Sorgí a la segona meitat del segle xix com a centre d'estiueig de famílies de Porreres i Campos. Hi ha unes pedreres que foren emprades per la construcció de les muralles de la Ciutat de Mallorca.
La Platja de ses Covetes és una platja d'arena blanca i d'aigües tranquil·les situada en el poble de Campos (Mallorca). Té uns 200 metres de llarg per uns 60 d'amplària. Es troba entre les platges de Sa Ràpita i Es Trenc.
Es pot accedir a peu o en cotxe.